# MIATモンゴル航空
MIATモンゴル航空（MIATモンゴルこうくう、モンゴル語: Монголын Иргэний Агаарын Тээвэр、英語: MIAT Mongolian Airlines）は、首都ウランバートルを本拠地としている、モンゴル国の国営航空会社かつナショナル・フラッグ・キャリア。「MIATモンゴル国営航空」という名称であったが、1993年に民営化している。
モンゴル語による正式名称を日本語に直訳すると、「モンゴル（の） 民間（の） 航空（の） 運送 株式会社」となる。しかしながら、1993年8月12日より現在まで100％国出資の株式会社であり、またモンゴル証券取引所非上場企業であり、国有企業である。2014年1月には、全株式の49％を公開し香港証券取引所へ上場するというIPOの計画を提示していたが、先行きは不透明である。
拠点としているチンギスハーン国際空港から国際線定期便、不定期便を運航している。

## 歴史
MIATモンゴル航空は、アエロフロート・ソビエト航空（現アエロフロート・ロシア航空）からの支援を受けて設立され、1956年7月7日に運航を始めた。この航空会社は、総従業員数1,034名を雇用している。長らくモンゴル国内だけで就航していたが､1986年に国際線を初めて開設した。

### MIAT設立以前
かつて社会主義国であったモンゴル国における民間航空の歴史の始まりは、軍事航空のそれと軌を一にしている。1925年5月25日は、旧ソ連から国に贈与された貨物機としてのY-13(ユンカース F.13)が、初飛来した日であり、それ以後、当該機は民間軍事共用の輸送機として活躍することとなる。このことから、モンゴル人民軍空軍の創立日は同日と認められている。2005年には、航空開始80周年の記念式典が開催された。
1946年には、国内民間航空運送事業を行うための日本製フォッカー スーパーユニバーサル（Nakajima Ki-6)7機とPo-21機で構成した民間航空運送隊を設立し、国内東部方面への運航が始まった。
モンゴルの民間航空運送の始まりには、どういう経緯で取得したかは不明だが、日本の飛行機が大きく関わっていたことになる。フォッカー スーパーユニバーサル（Nakajima Ki-6)は、中島飛行機がライセンス生産し、また、満州航空が運用し、かつ、若干機をライセンス生産した航空機である。
モンゴル人民共和国閣僚評議会（内閣に相当）は、1946～47年の両年にわたり、航空郵便規則や航空郵便積載機の記号とマークなどを制定している。

### MIAT設立、国土に広がるコミューター・ネットワーク
1955年、イルクーツクに所在する民間航空学校で、MIATからの5名の生徒が初めて学ぶこととなった。1956年初頭にはアエロフロート・ロシア航空の援助の下、An-2が5機到着した。教官による教育訓練を実施しパイロット要員などを養成した。そして、同年7月7日に初飛行を迎えた。機材は、もちろんAn-2で、区間はウランバートル-イルクーツク間であった。モスクワや北京といった目的地の国際線の機材には、Li-2があてられた。
1958年段階で、An-2を14機、Il-14を7機保有し、11605人の乗客と363700kgの貨物と郵便物を取り扱ったという実績が残っている。Il-14に関しては、チェコスロバキア製のアヴィアAv‐14や東ドイツ製のIl-14Pもあった。
その頃には県庁所在地、村役場所在地、集落など130ヶ所もの離着陸地があり、ウランバートルから県庁所在地に週4~6便、県庁所在地から村役場所在地に週2~3便という運航頻度であった。
1964年からAn-24を、1975年からAn-26を取得し順次就航させた。これ以降、70年代・80年代・90年代と長きにわたりモンゴルの翼として活躍した。
1979年には、An-30(機体記号BNMAU-150、後にJU-1016)の運用が始まる。

### 機材の大型化、路線の国際化、名実ともにナショナル・フラッグに
1987年からは、旧ソ連のアエロフロート・ロシア国際航空からリースしたTu-154B2(機体記号BNMAU-85564あるいはBNMAU-8)を使用して国際線の運航を本格的に開始するとともに、旧ソ連のモスクワとイルクーツク、中国の北京に駐在員事務所を設置した。
1990年には、5月にTu-154B2(機体記号BNMAU-85564あるいはBNMAU-8)を返却し、6月にTu-154M(機体記号MPR-85644)をアエロフロート・ロシア航空からリースし、国際線に投入した。
1991年、韓国との間に航空協定が結ばれた。以降、大韓航空との間で、ウランバートルと仁川間のコードシェア運航が始まった。
1992年、コミューター機である中国製Yu-12(ハルビンY‐12)を5機購入、就航させた。
1992年、大韓航空を傘下に有する韓国の韓進グループ会長からボーイング727-200(機体記号MT-1054)1機の寄贈を受けた。のちに、同型機を2機購入することになるが、すべて全日本空輸が大韓航空に売却した機材である。

### 民営化、コミューター・ネットワークの衰退、国際線特化
1993年には、100%国保有であるが株式会社化し、自主的な経営の裁量を得ることとなった。その当時An-24を12機、An-26を3機、Yu-12を5機、An-2を45機、ボーイング727-200を1機、Tu-154Mを1機、An-30を1機、Mi-8型ヘリコプターを3機の計71機により運航していた。
1994年5月には、大韓航空よりボーイング727-200を2機(機体記号MT-1036、MT-1037、のちにそれぞれJU-1036、JU-1037)購入した。
1995年、Tu-154Mをアエロフロート・ロシア国際航空に返却。
1998年5月22日、外国民間航空当局の騒音基準をクリアするため、エアバスA310-300(機体記号F-OHPT、のちにJU-1010)を導入した。これは、アイルランド、ダブリン所在 のAirbus Industrie Financial Servicesとのファイナンス・リースによるものであった。
2002年7月9日、オペレーティング・リースにより、 ボーイング737-800(機体記号EI-CXV)を調達した。これは、老朽化したボーイング727-200の後継機としてである。このリース元はGATXという企業なのだが、アメリカの鉄道車両リース大手企業のGATXなのか不明である。
2002年に、Yu-12が安全性への懸念を理由に退役した。
2003年にボーイング727-200が退役し、のちに2機を南アフリカのネイションワイド航空に譲渡、１機は保存したがのち解体した。そして、同年から2008年にかけて、An-24およびAn-26が順次退役した。
2006年3月時点で、エアバスA310-300(機体記号JU-1010)、ボーイング737-800(機体記号EI-CXV)、An-26B-100(機体記号JU-1014)が、それぞれ1機ずつであった。An-26B-100は、国内線定期便で使用されていた。

### 機材の増強・大型化、目的地の多様化、新たな取り組み
2008年4月23日に、2機目の ボーイング737-800(機体記号EI-CSG)をアメリカの航空機リース大手企業であったCIT Aerospace　からリースした。
2008年6月には、国内線定期便の運航を廃止し,国際線のみ運航することとなった。2009年6月より一時的にムルン線、ホブド線を再開したことがある。運航機材は、ボーイング737-800型機であった。
2009年末には、香港と中国の海南島にチャーター便を飛ばした。海南島の到着地は、三亜鳳凰国際空港であった。
2010年には、エアバスA330-300(機体記号TC-SGJ)を夏季期間だけ、トルコの Saga Airlinesからウェット・リースしたことがある。
2010年6月には、技術系職員のストライキによる騒動があったが、当時の幹部役員の更迭により解決した。
2011年年初、中国東方航空のB767-300ERを2機、アメリカの航空機リース大手企業であるエア・リース・コーポレーションよりリースで調達した。
同年7月(6月か)に1機(機体記号JU-1011)、10月（11月か)に1機(機体記号JU-1012)受領した。これらによりノンストップでヨーロッパおよびアジアの全ての都市は、もちろんのこと、アメリカの主要な都市もマーケットにしうることになった。B767-300ERの導入に合わせ、塗装を一新。ボーイング737-800も順次塗装が更新された。また、同年、エアバスA310-300(JU-1010)が13年の務めを終え退役した。
同年6月より、ウランバートル-香港間の国際線定期便が就航した。
2013年4月、B767-300ER(JU-1012)が退役している。
2013年5月13日、ボーイング767-300ER(機体記号JU-1021)を受領した。これは、MIATがボーイング社から初めて直接購入した航空機である。
2013年9月初旬から12月初旬までの間、ボーイング767-300(JU-1011)とスタッフ約50名を、バングラデシュのビーマン・バングラデシュ航空からのオファーに応えて、ウェット・リースに送り出した。イスラーム国家であるバングラデシュでは、同年はこの時期が、ハッジ(聖地メッカへの大巡礼)の時期にあたるので輸送力の不足が逼迫したからである。このことは、関係当局よりの許可・了解承認・検査を受けてのことであった。MIATとして、初めての試みであった。

### 完全民営化へ向けて
2014年1月には、全株式の49％を公開し、香港証券取引所へ上場するというIPOの計画を提示していたが、先行きは不透明である。
2014年3月より、ウランバートル-フランクフルト間の国際線定期便が就航した。
2014年5月9日、ボーイング737-800型機（機体記号JU-1015)の引き渡しを、Air Lease Corporation より受けた。
また、1990年にはSITAに、1996年には、国際航空運送協会(IATA)に加盟している。

### 北米就航計画
2019年3月にアメリカ運輸省へ日本・韓国・香港いずれかを経由地としコードシェアによるアメリカ本土線へ乗り入れ申請を提出。同年10月には自社乗り入れ機材としてボーイング787-9をエアリースコーポレーション(ALC)よりリース導入契約締結を発表。
2020年のCOVID-19流行により先送りとなり、2023年8月に1機目受領する目途が立ち、2機目を2024年第1四半期に受領する見通し当面は既存フランクフルト、イスタンブール、ソウル/仁川へ運航し、将来的には就航計画しているアメリカ路線に投入する予定を発表。
但し、感染症収束による急速な旅行需要回復に対応し、787-9慣熟訓練就航までの繋ぎとして、2023年6月20日から8月14日までアメリカのオムニエアインターナショナルからボーイング767-300ER型機を1機ウェットリースして運航。2023年8月11日に、中国の金鵬航空で運航されていた、ボーイング787-9型機の初号機「機体記号：EI-MGL」を受領したことで、オムニのB767は運用を終了した。

## 日本との関係
| 便名           | 路線           | 路線                       | 機材                           | コード シェア              | 備考                       |
| -------------- | -------------- | -------------------------- | ------------------------------ | -------------------------- | -------------------------- |
| OM501/502      | ウランバートル | 東京/成田                  | 所有している全機種が使用される | JL                         |                            |
| OM505/506      | ウランバートル | 大阪/関西                  | ボーイング737-800              | JL                         | 夏季限定                   |
| チャーター便   |                |                            |                                |                            |                            |
| 路線           |                |                            |                                |                            |                            |
| ウランバートル | 静岡           | 2011年から、例年夏に運航。 | 2011年から、例年夏に運航。     | 2011年から、例年夏に運航。 | 2011年から、例年夏に運航。 |
| ウランバートル | 福島           | 2014、2019年に運航。       | 2014、2019年に運航。           | 2014、2019年に運航。       | 2014、2019年に運航。       |
| ウランバートル | 東京/羽田      | 2015年から                 | 2015年から                     | 2015年から                 | 2015年から                 |
| ウランバートル | 中部           | 2015年から                 | 2015年から                     | 2015年から                 | 2015年から                 |
| ウランバートル | 那覇           | 2015年から                 | 2015年から                     | 2015年から                 | 2015年から                 |

コードシェア
- JL-日本航空

日本国内では成田国際空港で頻繁に目にするが、使用機材の余裕が出来た2010年頃からは時折中部国際空港(名古屋)や関西国際空港(大阪)などにも不定期チャーター便としてB737-800が飛来する事もある。東京/成田からの路線では特に大相撲業界の関係者による固定需要があるとされ、モンゴル国籍を持つ大相撲力士の来日に使用される事もある。

### 日本との歴史
- 2002年、成田国際空港の暫定平行滑走路供用開始に伴い、成田線を開設[11]。
- 2020年2月28日から、新型コロナウイルスのため運休。
- 日本航空と2020年3月31日より、成田、関西、釜山-ウランバートルの3路線でコードシェアを開始。
- 2023年5月6日より、成田-ウランバートル線を週4便から週5便に増便。

## 運航機材

### 保有機材
各機にはモンゴル帝国の大王に因んだ名称を付けている（表記ゆれあり）。
- 737-800型機：EI-CXV:Khubelai Khan、JU-1015:Guyug Khaan、JU-1088:Zuchi Khaan
- 737-8型機：EI-MNG:Tolui Khaan
- 767-34GER型機：JU-1021:Chinggis Khaan
- 787-9型機：JU-1789:Khabul Khaan

※自社購入JU-1021は現在唯一MIATに割り振られたボーイングの顧客番記号(カスタマーコード)「4G」を名乗る機材である。

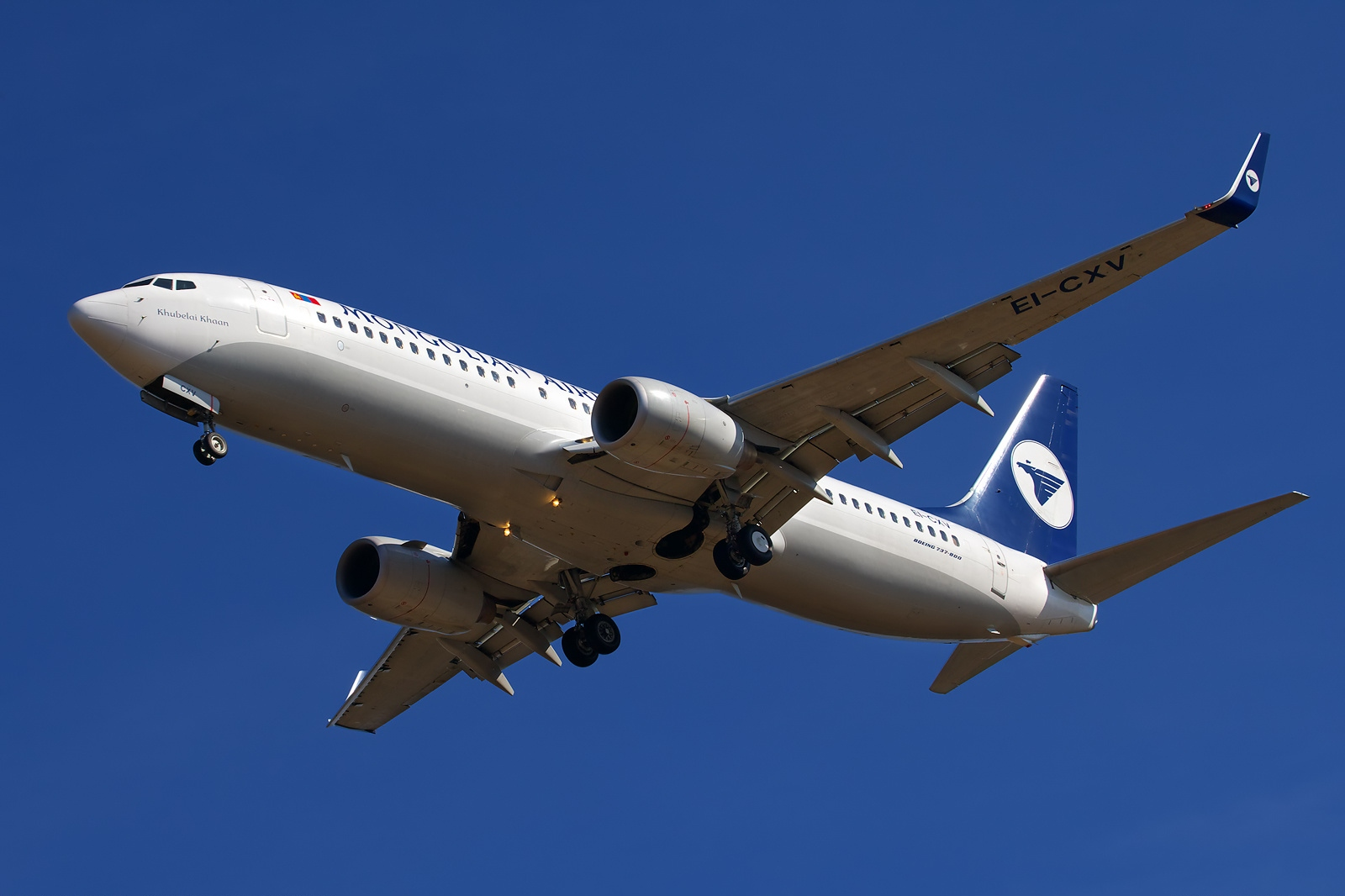
ボーイング737‐800(旧塗装)
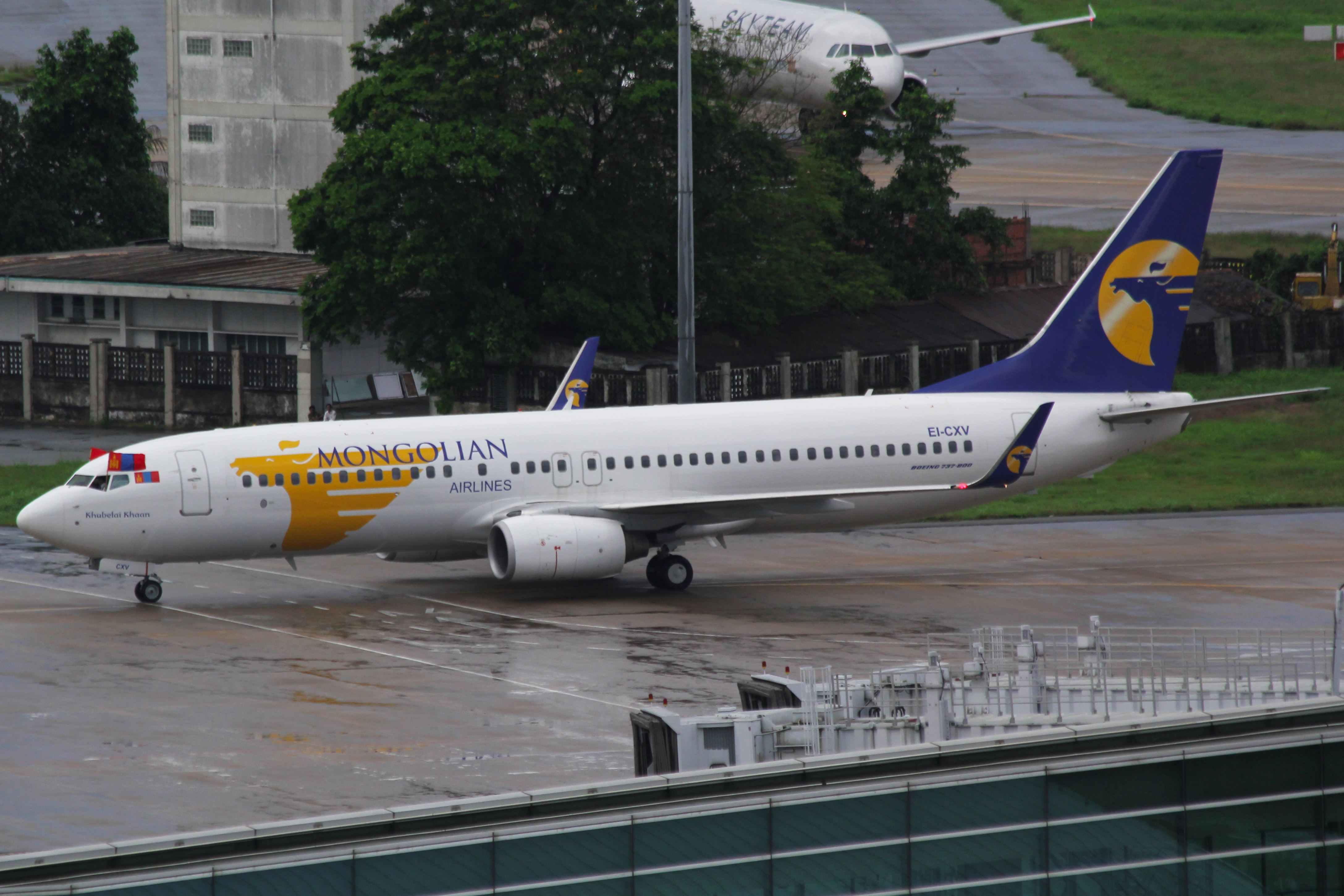
ボーイング737‐800
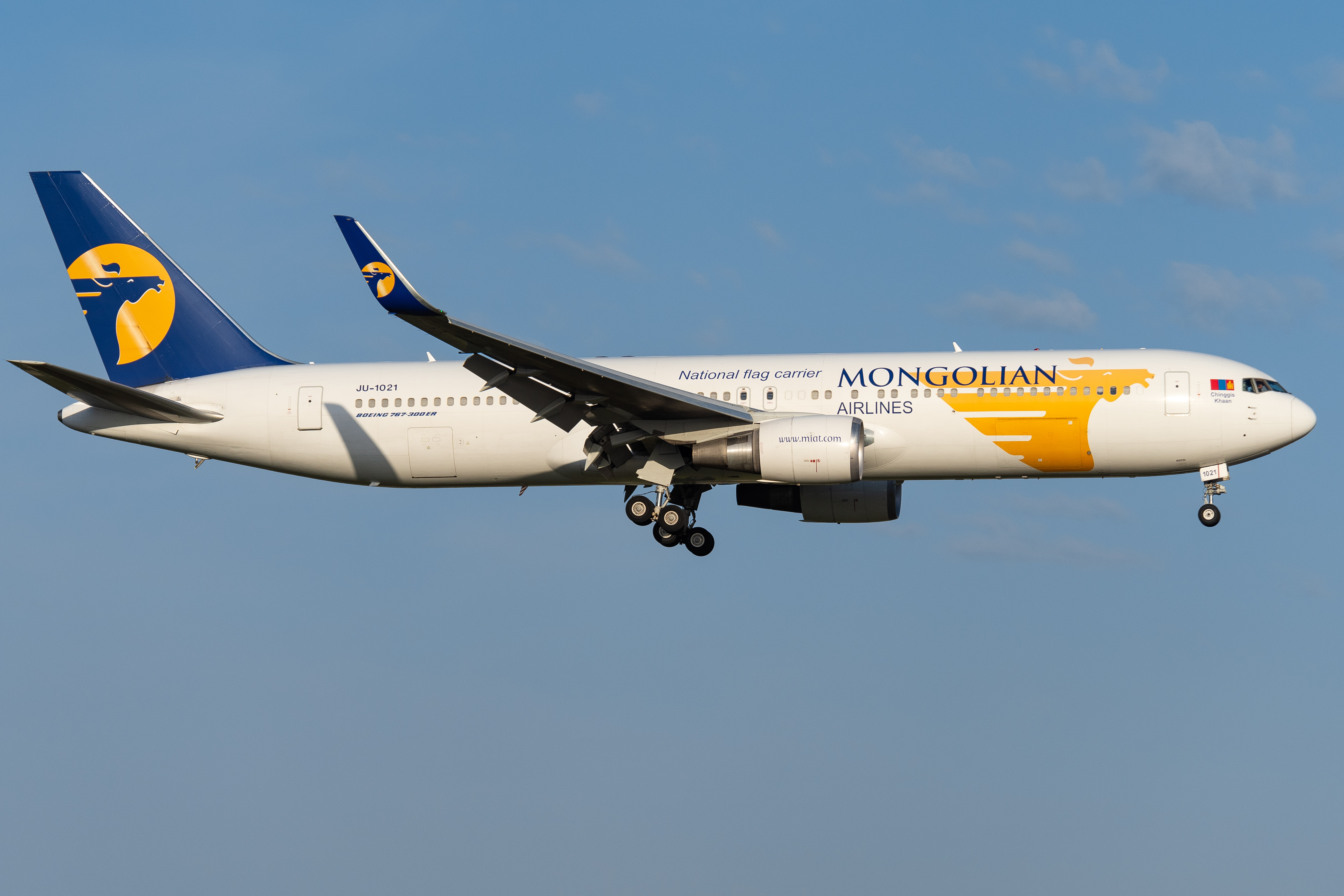
ボーイング767‐34GER

### 退役機材
- ポリカールポフPo‐2
- ヤゴヴレフYak-12

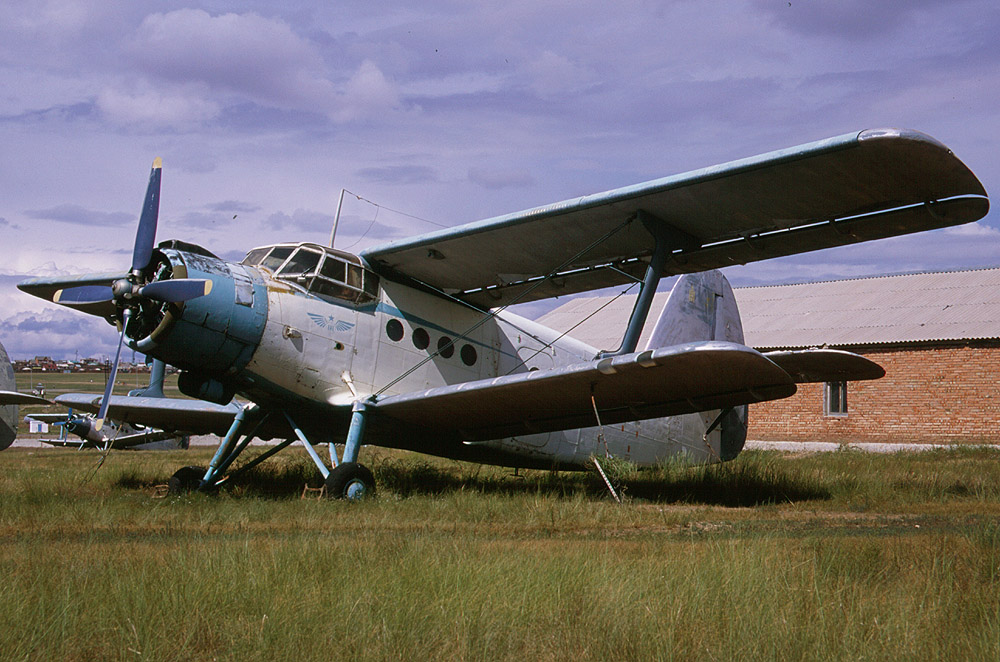
アントノフAn-2
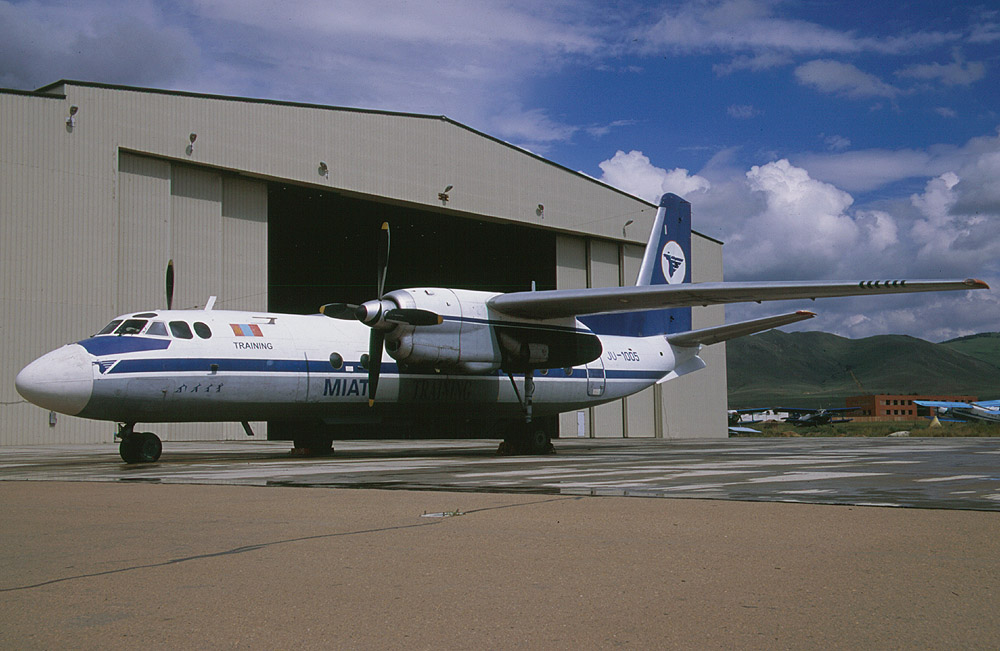
アントノフAn-24
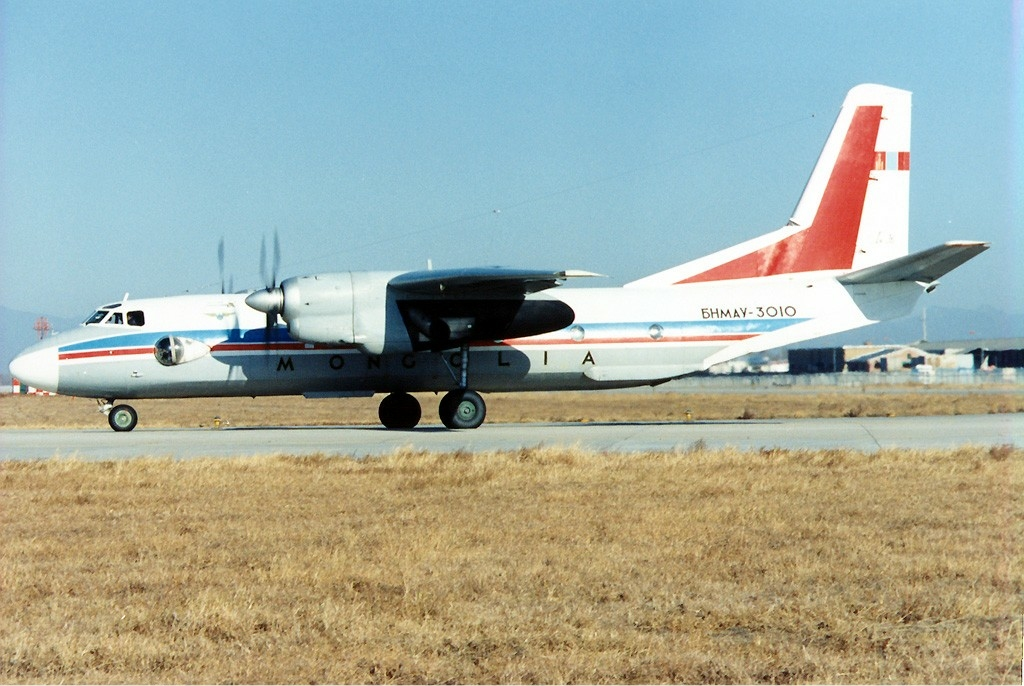
アントノフAn‐26
- イリューシンIl‐14
- ツポレフTu-154
- ボーイング727‐200
- ボーイング737‐700
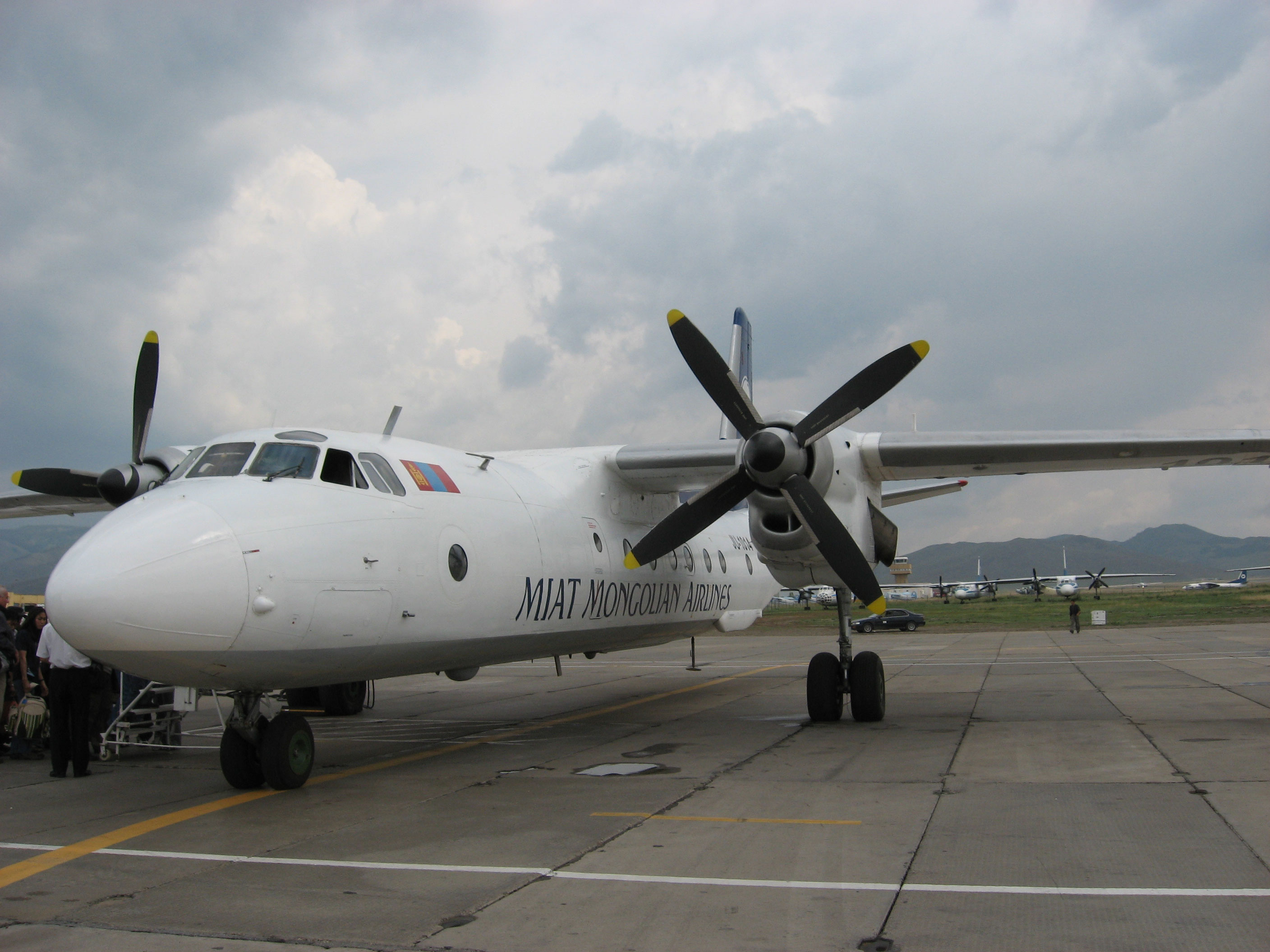
エアバスA310‐200,‐300
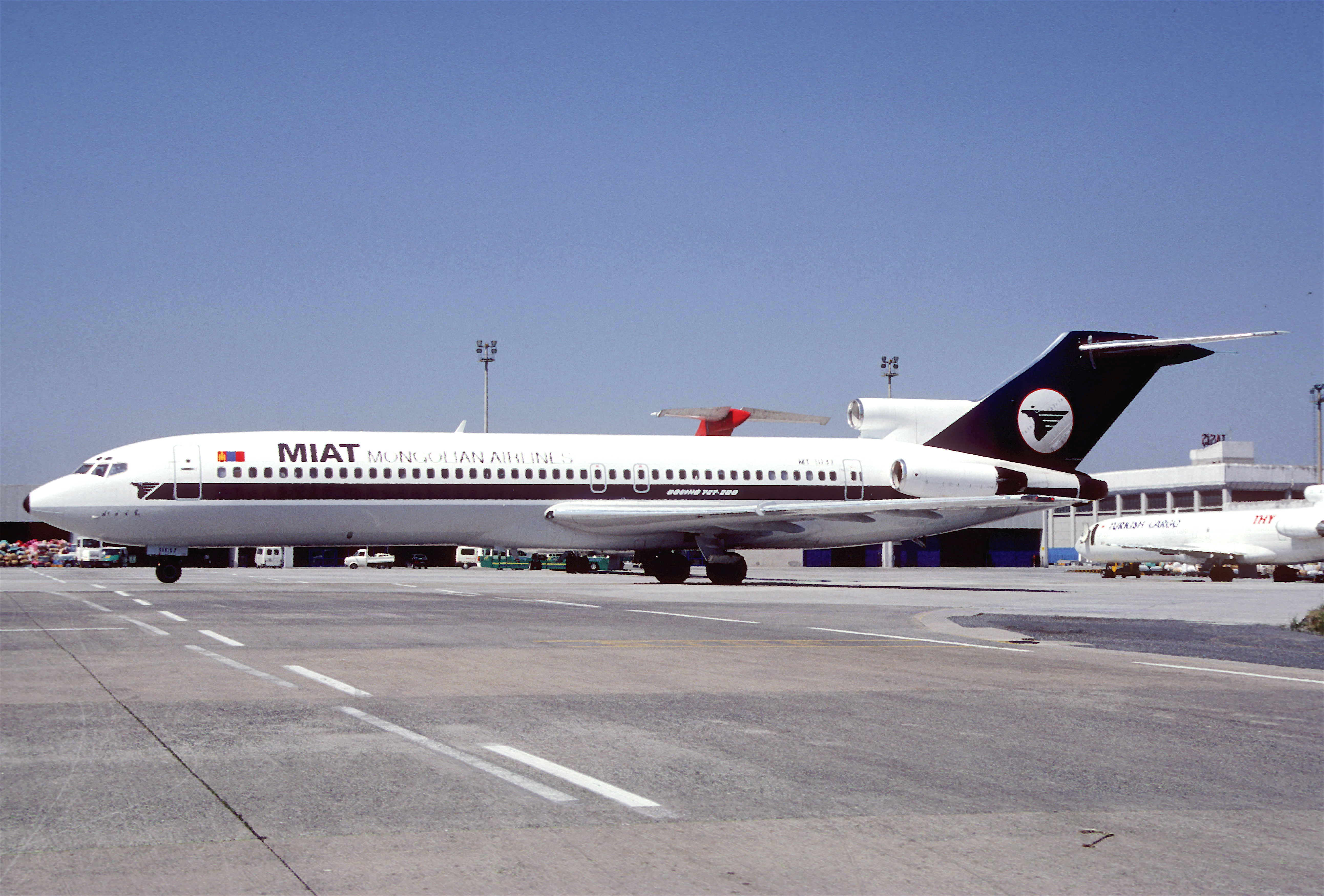
ボーイング727‐200
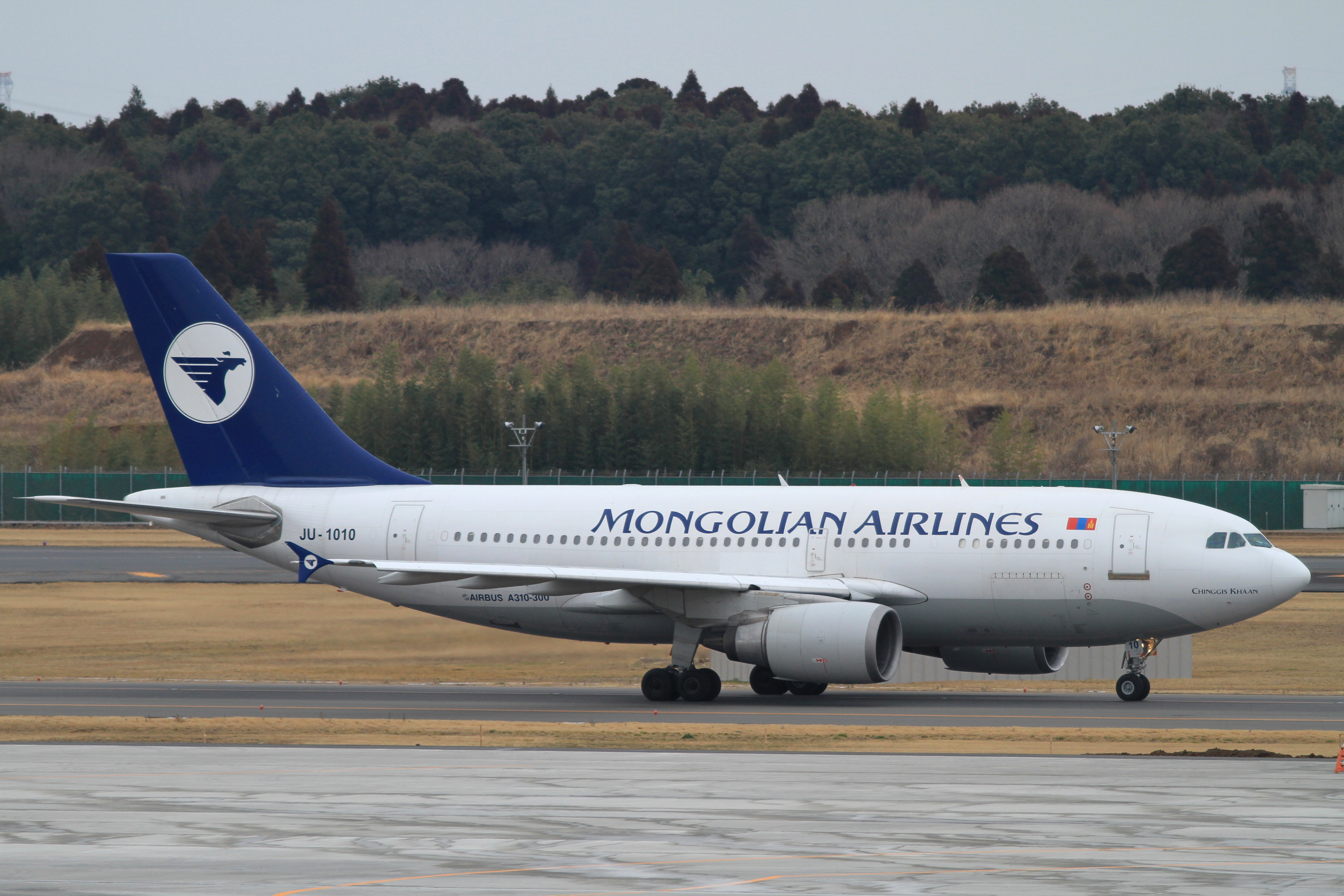
エアバスA310-300

- アントノフAn-2
- アントノフAn‐24
- アントノフAn‐26
- アントノフAn‐26B‐100
- ボーイング727‐200
- エアバスA310-300

## 路線
2025年8月現在。
| 国・地域     | 就航地                              |
| ------------ | ----------------------------------- |
| モンゴル     | ウランバートル                      |
| ドイツ       | フランクフルト                      |
| トルコ       | イスタンブール                      |
| ロシア       | モスクワ/シェレメーチエヴォ         |
| 韓国         | ソウル/仁川、釜山                   |
| 日本         | 東京/成田、大阪/関西                |
| 中国         | 北京/首都                           |
| 香港         | 香港                                |
| ベトナム     | ホーチミン                          |
| シンガポール | シンガポール                        |
| タイ         | バンコク/スワンナプーム、プーケット |

海外支店
- 北京、ソウル、東京、モスクワ、ベルリン

## サービス
座席クラスはビジネスクラスの「ブルースカイ」とエコノミークラスの2種類。リコンファーム(予約再確認)が必要な航空会社なので、利用の際には注意が必要である。2014年6月現在では、リコンファーム不要としている旅行会社、航空券販売会社も存在する。